# Willi Stoph
Willi Stoph (Berlim, 9 de julho de 1914 - Berlim, 13 de abril de 1999) foi um político alemão, Chefe do Governo da República Democrática Alemã (RDA) nos período 1964-1973 e 1976-1989.

## Carreira
Membro do Partido Comunista da Alemanha (KPD) desde 1931, participou na fundação do Partido Socialista Unificado da Alemanha (SED) na Alemanha Oriental em 1946 e em 1950 foi eleito membro do seu Comité Central. Ocupou os cargos de ministro do Interior entre 1952 e 1955 e de ministro da Defesa entre 1956 e 1960.
Foi eleito deputado na Câmara do Povo por diversas vezes e em 1964 foi nomeado Presidente do Conselho de Ministros. Foi substituído em 1973 para ser Presidente do Conselho de Estado (Chefe do Estado) depois da morte de Walter Ulbricht, cargo que desempenhou até 1976, quando voltou a retomar o cargo de primeiro-ministro. Demitiu-se em novembro de 1989 com a queda do Muro de Berlim.
Foi processado por corrupção depois da queda da RDA, sendo absolvido. Morreu em Berlim em 1999.